# Alex Shnaider
Alex Shnaider (Černivci, 3 agosto 1968) è un imprenditore e miliardario canadese, di origine sovietica. Il suo gruppo finanziario Midland Group, con quartier generale a Toronto e sede legale nel paradiso fiscale di Guernsey, nato inizialmente come produttore di ferro, si occupa di diversi investimenti in particolare nel settore dell'acciaio e dell'edilizia, principalmente nei paesi dell'ex-Unione Sovietica come Ucraina e Armenia.
Con Midland Group ha gestito il team Midland F1 Racing in Formula 1 nel 2006. Per un certo periodo, ha anche posseduto la squadra di calcio israeliana Maccabi Tel Aviv.

## Biografia
Shnaider è nato nel 1968 a Chernivtsi in Ucraina, che all'epoca faceva parte dell'Unione Sovietica. All'età di quattro anni, lui e la sua famiglia emigrarono in Israele e in seguito, quando aveva 13 anni, in Canada. Lì, Shnaider studiò all'Università di York, laureandosi con un Bachelor of Arts and Science. Durante gli anni del college, ha commerciato in tessuti ed elettronica. All'età di 25 anni fondò una società di commercio di acciaio in Belgio. Quando le imprese statali in Ucraina furono privatizzate negli anni '90, acquisì il produttore di acciaio Zaporizhstal. Shnaider ha anche mantenuto contatti d'affari con Donald Trump in diverse occasioni.
Shnaider è salito all'attenzione del grande pubblico con l'acquisto alla fine del 2004 della scuderia di Formula 1 Jordan Grand Prix, che ha poi rinominato Midland F1 a partire dal 2006 promuovendola come la prima squadra russa nella massima serie automobilistica; valutati i massicci investimenti necessari, a stagione ancora in corso la squadra è stata però ceduta al costruttore olandese di auto sportive Spyker Cars.
A dicembre 2007 tenta un nuovo investimento sportivo, l'acquisizione del Maccabi Tel Aviv, per poi rivenderla due anni dopo.

## Vita privata
Alexander Shnaider è sposato e ha tre figli. Vive a Toronto.